# Pablo Rubio
Pablo Rubio Pernía es un político español del Partido Popular (PP). Actualmente es diputado provincial de Empleo y Desarrollo Económico de Diputación de la provincia de Zamora, en la comunidad autónoma de Castilla y León. Fue el alcalde del municipio Santa Cristina de la Polvorosa, en la comarca de Benavente y Los Valles, en varias ocasiones y su último mandato fue entre 2011 y 2015.

## Biografía
Pablo Rubio Pernía, nació el 24 de septiembre de 1966 en Santa Cristina de la Polvorosa, en la provincia de Zamora, España. Tiene estudios en Educación General Básica y es oficial de segunda en excedencia en una empresa maderera.
En 1995  fue elegido alcalde de Santa Cristina de la Polvorosa, cargo que ocupó en cuatro períodos consecutivos, y al mismo tiempo fue diputado provincial en representación de la comarca de Benavente y Los Valles.
El Partido Socialista Obrero Español (PSOE) lo denunció por una supuesta falsificación de documentos públicos que paralizaban unas obras en la carretera N-525. la Audiencia Provincial lo exoneró de responsabilidad.En 2011 sería condenado por administración fraudulenta de fondos.
Como diputado provincial, entre 2007 y 2011 fue elegido delegado del Área de Iniciativas Económicas y Asuntos Europeos. Entre 2011 y 2015 fue diputado de Iniciativas Económicas y Empleo, mientras fue reelecto para el período (2015-2019). Como suplemente de la comisión de Urbanismo y Asistencia a Municipios es vocal del consejo de administración de la empresa estatal SODEZA (Sociedad para el Desarrollo Económico y Social de la provincia de Zamora S.A.) constituida por la Diputación Provincial de Zamora.
fue vocal representante del Grupo Popular en la Comisión Provincial de la Vivienda, vocal en el Instituto Castellano Leonés de la Lengua y vocal representante del Grupo Popular en el Consorcio de Prevención y Extinción de Incendios.
En las elecciones municipales de 2015 en la provincia de Zamora perdió la alcaldía en manos del candidato del PSOE Salvador Domínguez Lorenzo por el 55,78%, pero sí obtuvo el cargo de concejal y también de diputado provincial por Bonavente.